# Léopold Leau
Léopold Leau (Francia, 6 aprile 1868 – Francia, 28 dicembre 1943) è stato un matematico, linguista e glottoteta francese.

## Biografia
Fu professore aggregato di matematica al liceo "Émile Zola" di Rennes. Nel 1897 ottenne il dottorato in scienze matematiche con una tesi intitolata Étude sur les équations fonctionelles à une ou à plusieurs variables (Studio sulle equazioni funzionali a una o a più variabili) all'università di Parigi. Fu nominato in seguito professore alla facoltà di scienze dell'università di Nancy. 
Con il collega Louis Couturat, anche lui matematico e linguista, fondò il 7 gennaio 1901 la Delegazione per l'adozione di una lingua ausiliaria internazionale, soprattutto per trovare un rimedio alle difficoltà incontrate nelle necessarie traduzioni in molte lingue durante l'Esposizione di Parigi (1900). La "Delegazione" realizzò il proposito nel 1907 con la creazione della lingua ausiliaria internazionale chiamata Ido, riforma del precedente e più noto Esperanto.
Oltre che con il suo nome, scrisse anche sotto lo pseudonimo di "Jean du Saguenay".

## Opere

Firma di Léopold Leau

- (FR)  Léopold Leau, Louis Couturat, Une langue universelle est-elle possible? Appel aux hommes des sciences et aux commerçants, Parigi, 1900
- (FR)  Léopold Leau, Louis Couturat, Histoire de la langue universelle, 1903, Parigi, Hachette[2].
- (FR)  Léopold Leau, Louis Couturat, Les nouvelles langues universelles, 1907, Éditions Centurat[3].
- (FR)  Léopold Leau, Louis Couturat, Délégation pour l'adoption d'une langue auxiliaire internationale, 1907, Coulommiers, Imprimerie Paul Brodard.
- (IO, DE)  Léopold Leau, Louis Couturat, Linguo internaciona di la delegitaro. Sistemo Ido. Germana guidlibreto, 1908 (2ª ed. 1910), Stoccarda.
- (IO, DA)  Léopold Leau, Louis Couturat, Linguo internaciona di la delegitaro. Sistemo Ido. Dana guidlibreto, 1908, Copenaghen.
- (IO, EN)  Léopold Leau, Louis Couturat, Complete Manual of International Language (Ido), 1909, Londra.
- (FR)  Léopold Leau, Les suites des fonctions en général (Mémoire des sciences mathématiques), 1930, Parigi, Gauthier-Villars.